# 박타푸르 더르바르 광장

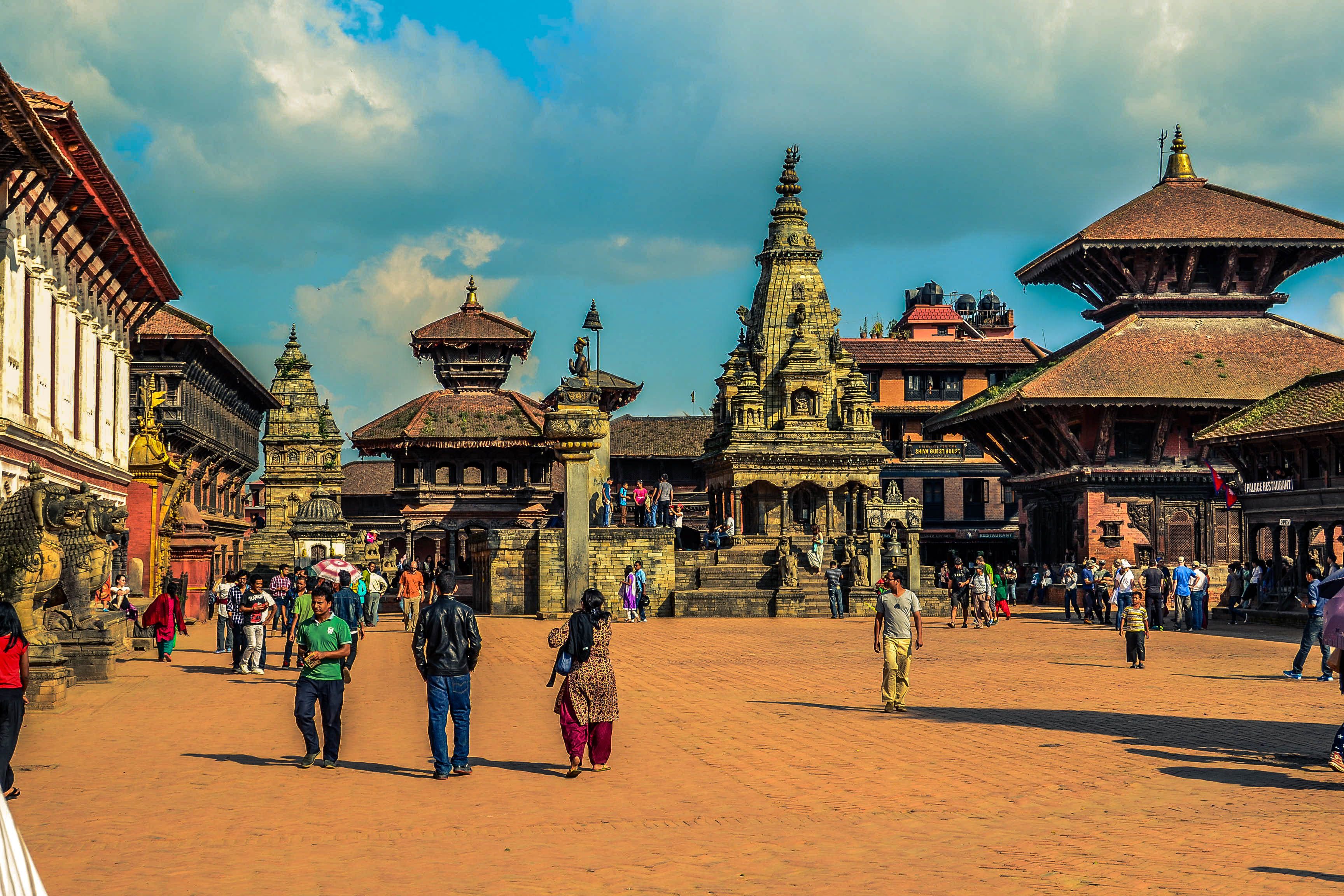
박타푸르 더르바르 광장

박타푸르 더르바르 광장(네팔어: भक्तपुर दरवार क्षेत्र)은 네팔 박타푸르에 있는 더르바르 광장 중 하나이다.

## 사진

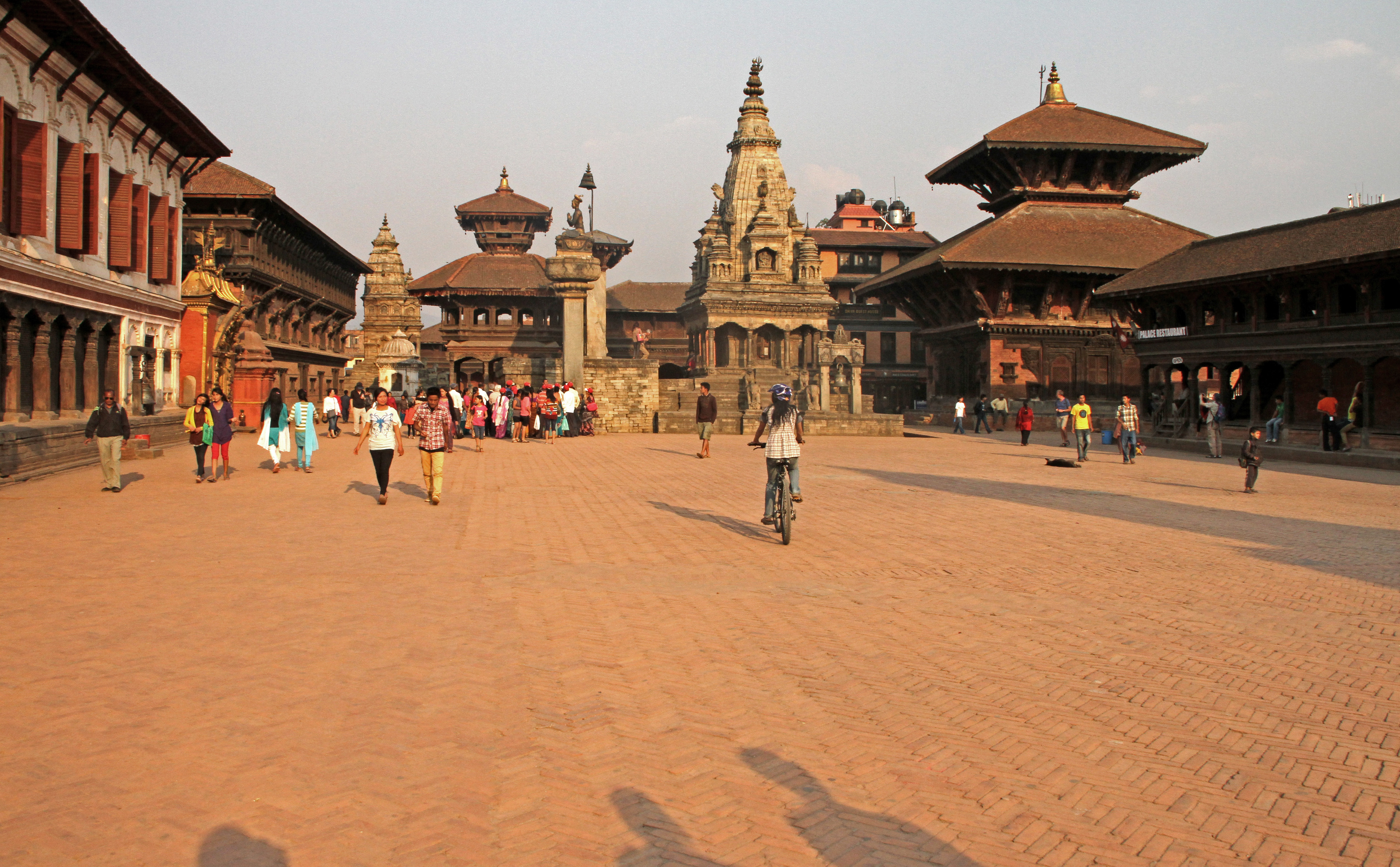
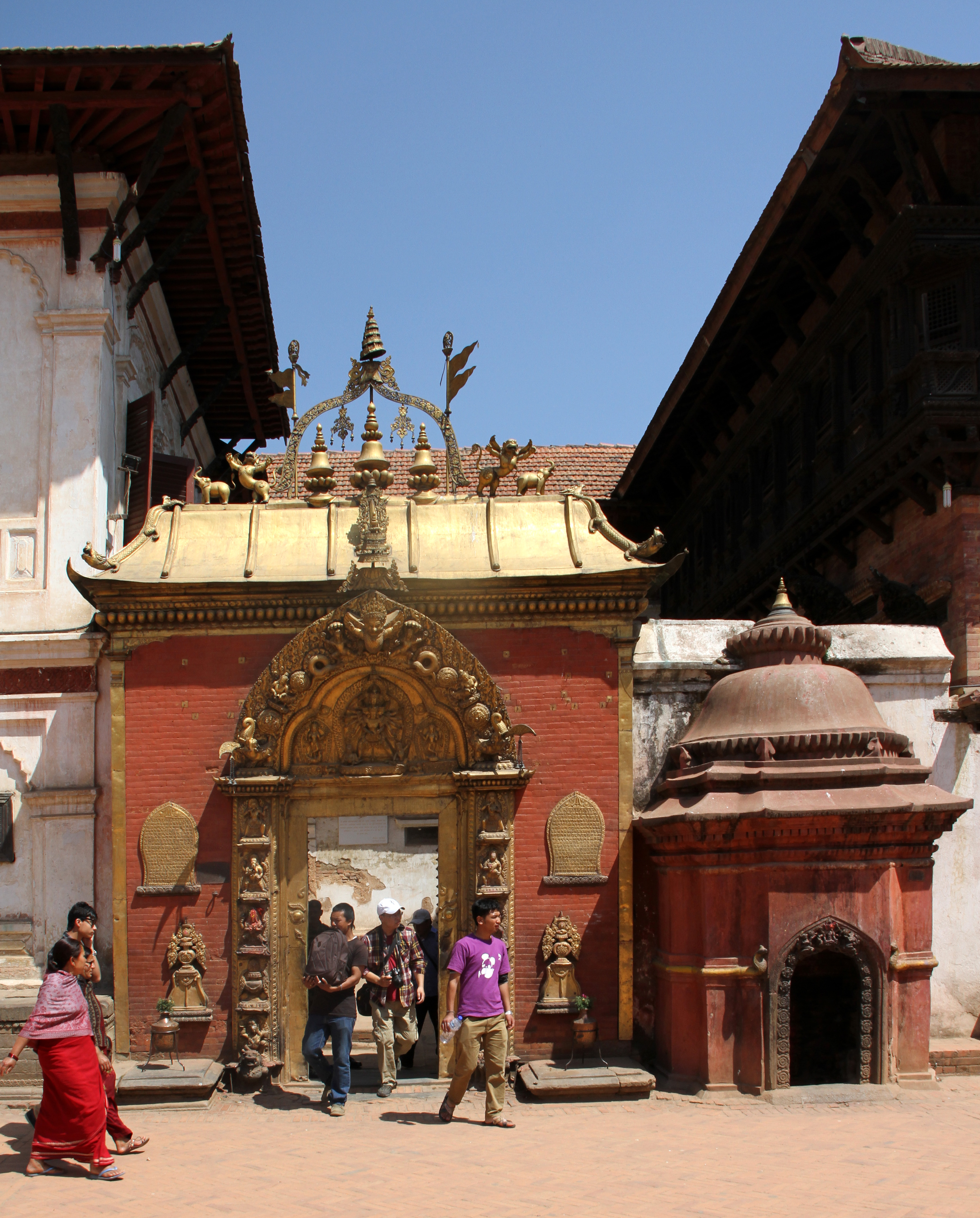
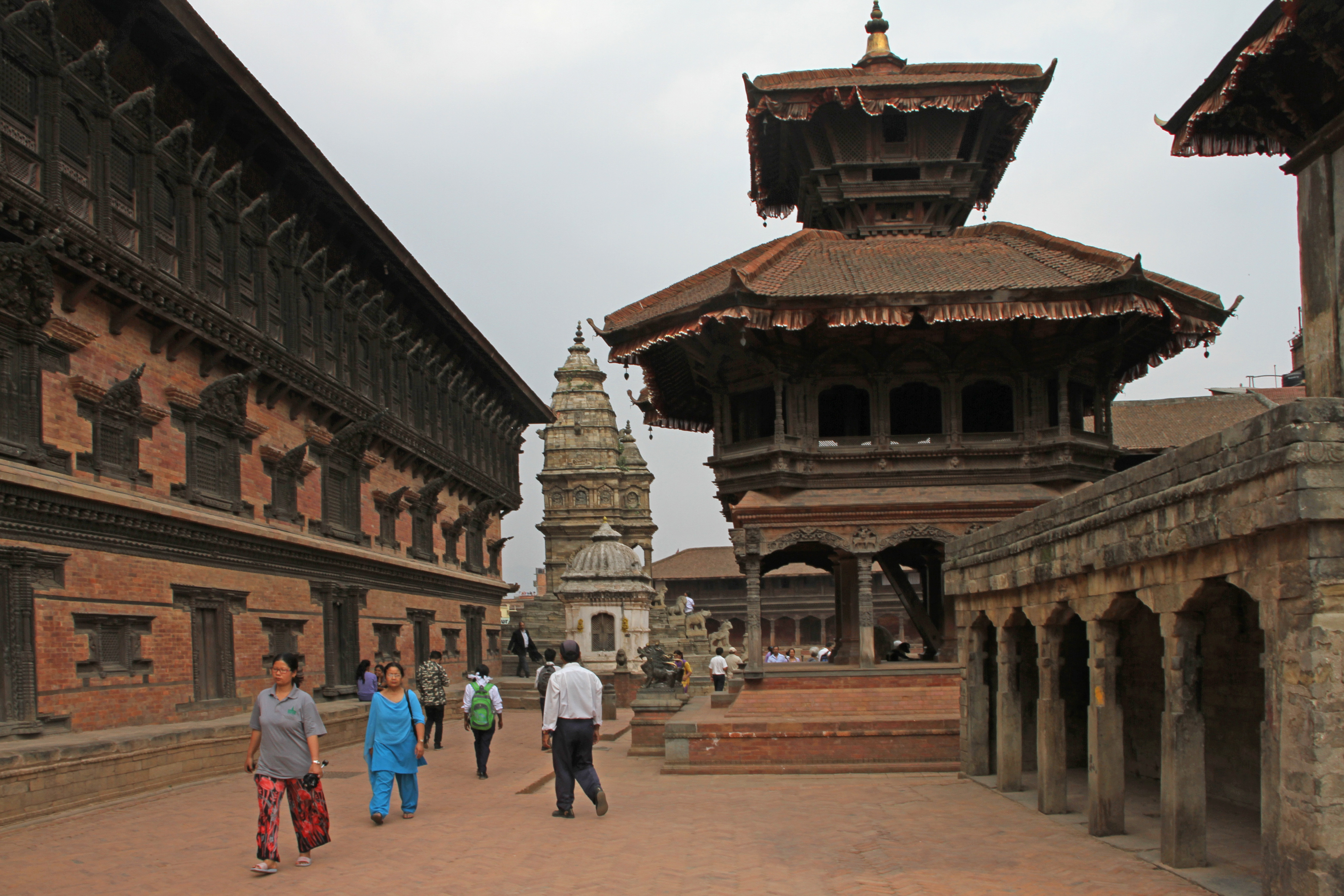
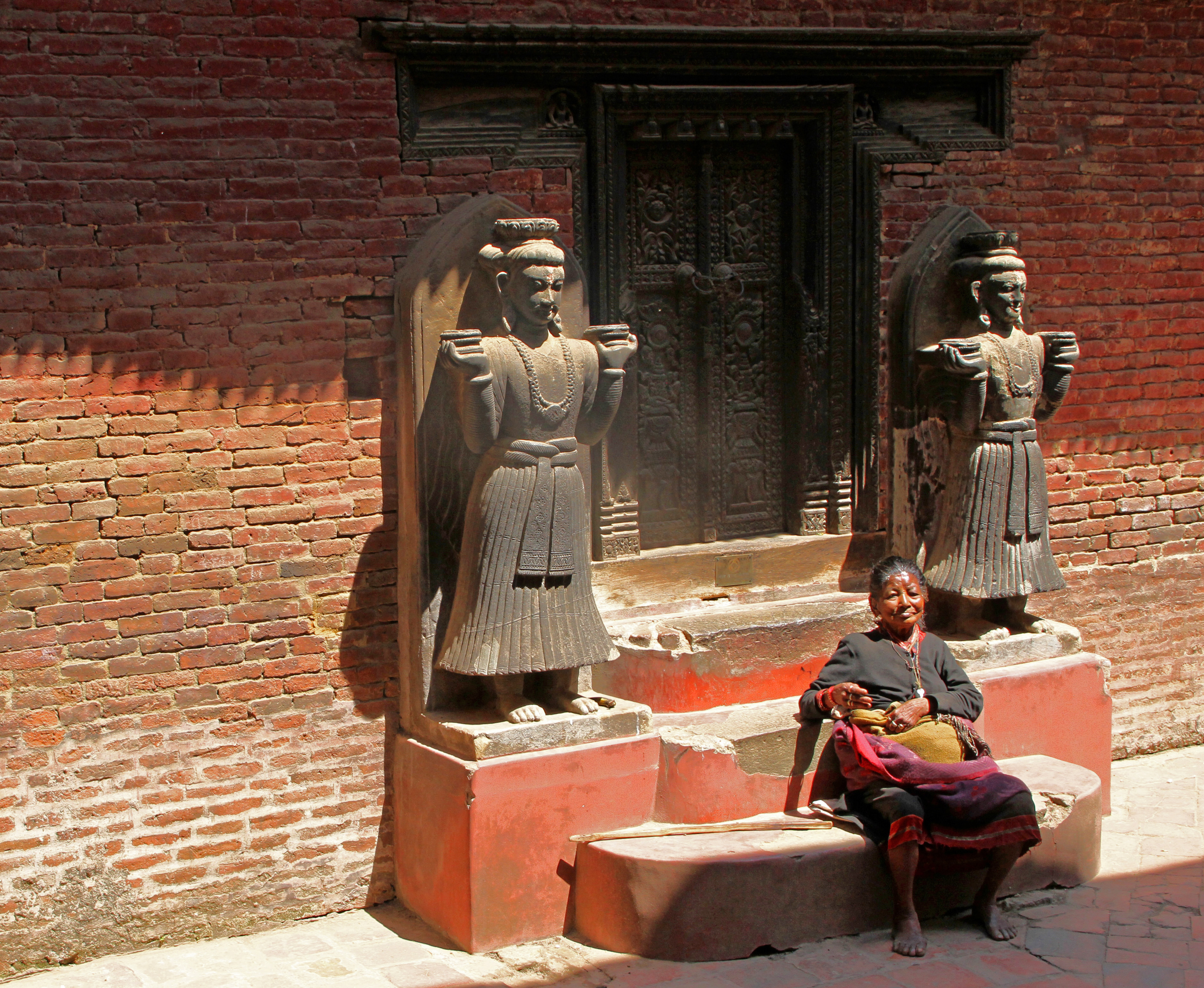
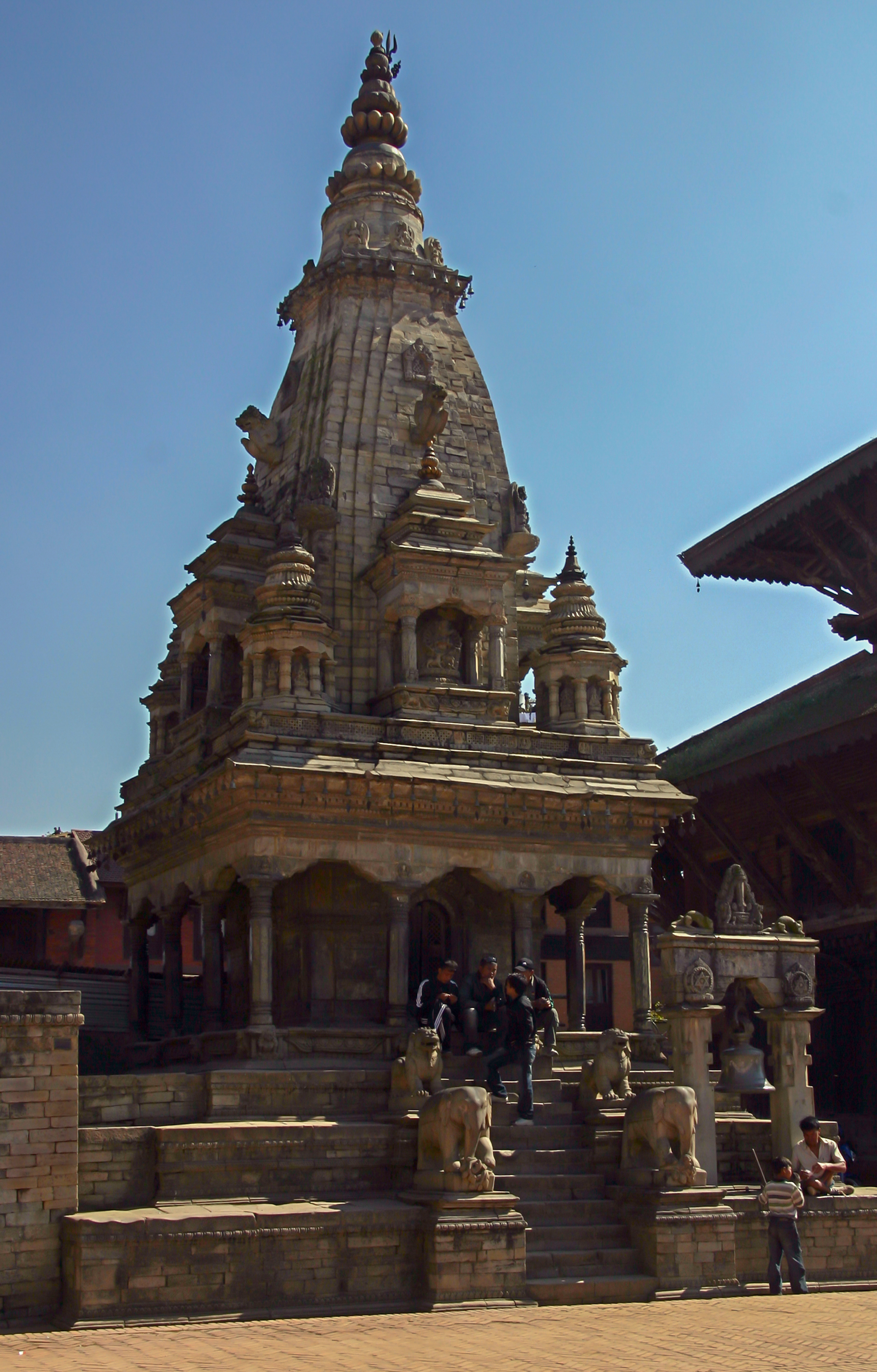
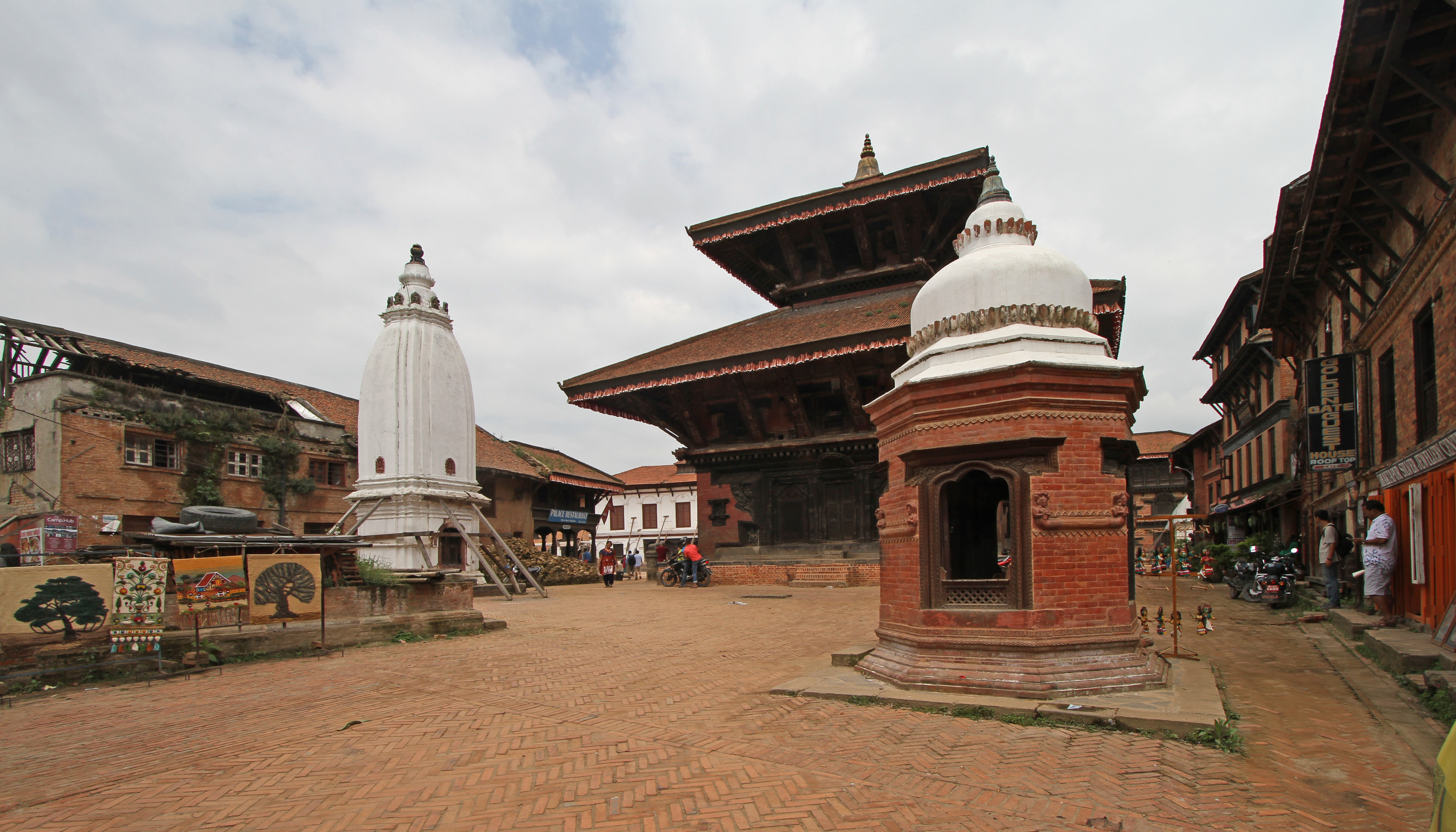
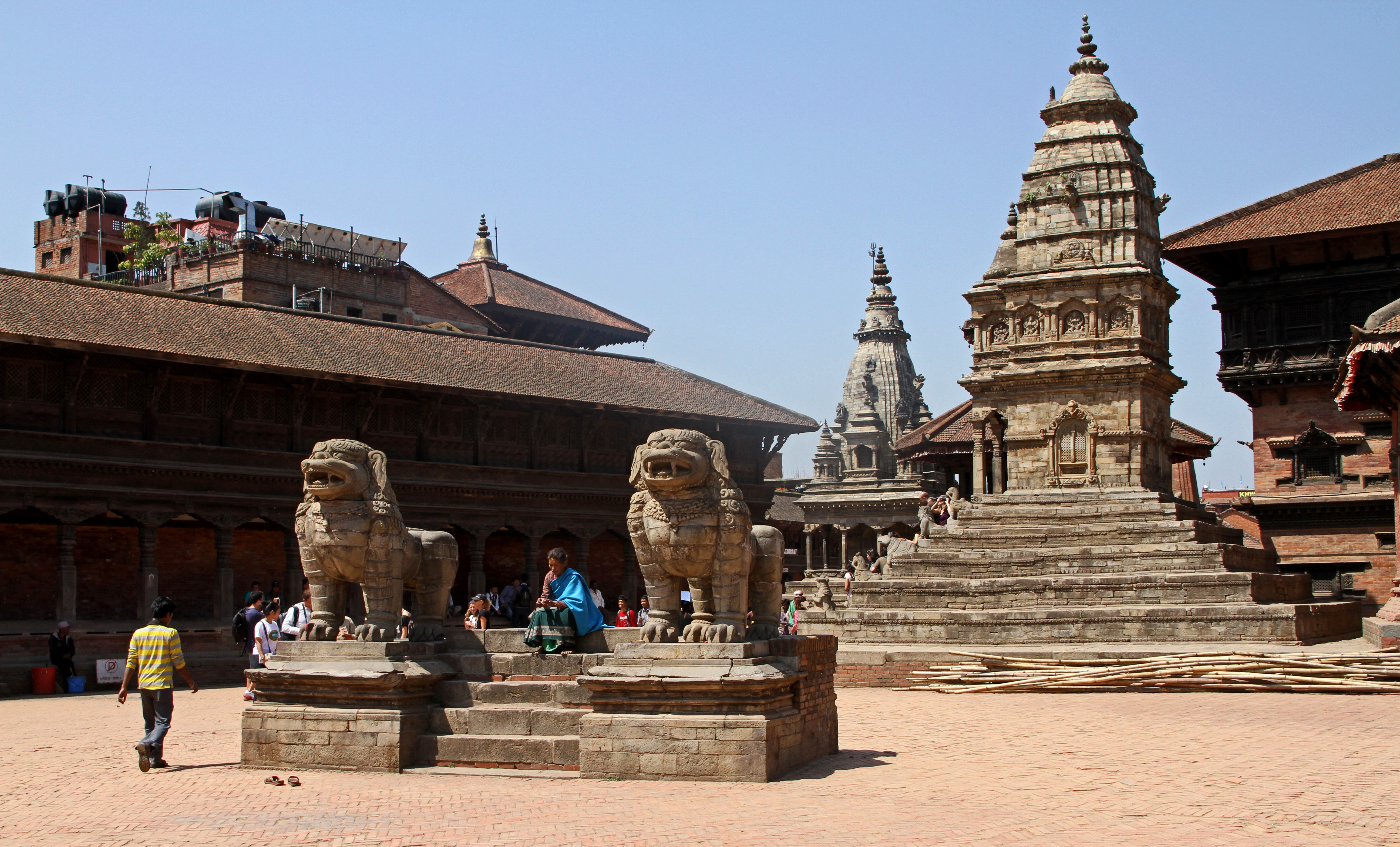
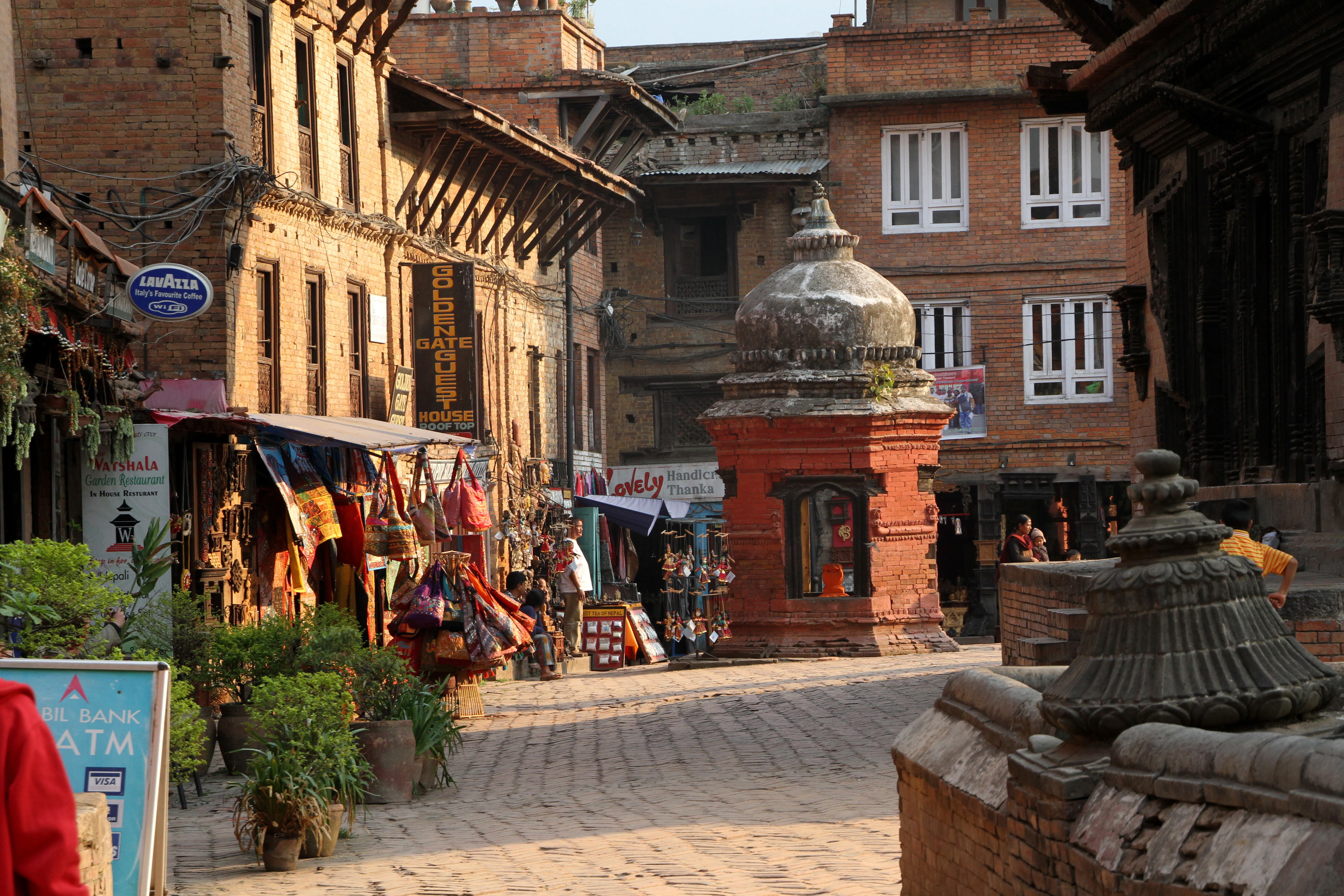

## 같이 보기
- 더르바르 광장
- 파탄 더르바르 광장
- 카트만두 더르바르 광장